# Макарьевский сельсовет (Варнавинский район)
Макарьевский сельсове́т — бывшее сельское поселение в Варнавинском районе Нижегородской области.
Административный центр — село Макарий.

## История
Статус и границы сельского поселения установлены Законом Нижегородской области от 15 июня 2004 года № 60-З «О наделении муниципальных образований — городов, рабочих посёлков и сельсоветов Нижегородской области статусом городского, сельского поселения».
Законом Нижегородской области от 28 августа 2009 года № 150-З Макарьевский сельсовет упразднён и объединен с сельским поселением Богородский сельсовет.

## Населённые пункты
В состав поселения входят:
- с. Макарий
- д. Демидово
- д. Дерябино
- д. Леонтьево
- д. Лопатино
- д. Ляды
- д. Палаустное
- д. Першино
- д. Скворцово